# Nikołaj Nowikow (polityk)
Nikołaj Wasiljewicz Nowikow (ros. Николай Васильевич Новиков, ur. 14 listopada?/27 listopada 1909 w Żukowce w guberni orłowskiej, zm. 13 października 1971 w Moskwie) – radziecki polityk, minister floty morskiej ZSRR (1948-1953).
1926-1931 pracował w fabryce mechanicznej, 1931-1932 student rabfaku (fakultetu robotniczego), 1932-1933 studiował w Instytucie Inżynierii Transportu Wodnego w Leningradzie, a 1933-1939 w Akademii Wojskowo-Transportowej. 1939-1946 szef służby eksploatacji - zastępca szefa i (od lipca 1939) szef Północnej Kompanii Morskiej, 1946 szef Centralnego Zarządu Eksploatacji Ministerstwa Floty Morskiej ZSRR, 1946-1948 zastępca ministra floty morskiej ZSRR. Od 23 października 1948 do 15 marca 1953 minister floty morskiej ZSRR, następnie do 1954 zastępca ministra floty morskiej i rzecznej ZSRR. Od kwietnia 1954 na emeryturze.

## Odznaczenia
- Order Wojny Ojczyźnianej I klasy
- Order Czerwonego Sztandaru Pracy
- Order „Znak Honoru”